# 抚挖重工
抚挖重工，全称辽宁抚挖重工机械股份有限公司，中国的一家工程机械制造商，前身是抚顺挖掘机制造厂，主要生产挖掘机、履带式起重机等。

## 历史
抚挖坐落在中国东北工业重镇辽宁抚顺，其初创可以追溯到1904年，最初主营矿山机械维修。1948年，中国共产党占领抚顺，接管该厂。1953年，该厂定名为抚顺重型机械制造厂，主要生产制造冶炼和轧钢设备。1954年，该厂生产出了斗容量为1m3的机械式单斗挖掘机，是中国生产的第一台挖掘机。1960年，该厂的主要生产方向被调整为挖掘机，并改名为抚顺挖掘机制造厂。曾经是原国家一机部、国家建委的国家重点大型机器制造和工程机械制造企业。
中国第一台人字牙刨，第一台B-3型800—1200米地质钻探机，第一台一立方米挖掘机，第一台十二立方米挖掘机等均是由该厂制造的。该厂在中华人民共和国建国初期，对抚顺、阜新、本溪三大矿区和鞍钢恢复与发展做出了重要贡献，与抚顺钢厂、抚顺铝厂、抚顺电磁场、抚顺发电厂、抚顺石油一厂、石油二厂、石油三厂、抚顺露天矿、抚顺胜利矿、抚顺老虎台矿及抚顺龙凤矿并称抚顺的“八大厂、四大矿”。
1970年代，由于厂区因地下采煤而产生了严重的沉陷，经国家批准在抚顺市顺城区施家沟地区重建新厂。新厂建设工程曾是中国“六五”期间的重点建设项目，投资1.63亿元，于1986年建成投产。1984年，抚挖引进日立技术，开发出QUY50型50吨级液压履带式起重机，是中国的第一台液压履带式起重机。截止到2010年，该公司已拥有从25吨到1250吨多种型号的履带起重机产品。
2003年12月，抚挖被浙江宁波人徐楗元出资1.06亿整体收购，转为民营企业，并改名辽宁抚挖重工机械股份有限公司，徐楗元任首任董事长。2008年6月，抚挖注册成立全资子公司抚挖锦重机械有限公司，9月收购了主营汽车起重机的破产企业锦州重型。